# Ливерпуль
Ливерпу́ль, Ли́верпуль, также Ли́верпул (англ. Liverpool, МФА: [ˈlɪvəpuːl]) — город в Великобритании в графстве Мерсисайд, порт на северо-западном побережье Англии, в устье реки Мерси.
Население — 441 477 человек (2002) — пятый по величине город Великобритании (и третий — в Англии). Население Ливерпульской агломерации превышает 800 000 жителей. На протяжении 2-й половины XX века Ливерпуль имел славу депрессивного города: с 1930-х до начала 2000-х годов его население сократилось почти вдвое. 

## История
В 1170 году впервые упоминается поселение под названием Liuerpulle, что значит «мутный водоём». Некоторые исследователи в качестве исконного топонима приводят вариант elverpool — «водоём с угрями».
В 1207 году король Иоанн Безземельный выпустил грамоту, по которой Ливерпуль получал статус боро. Под сенью Ливерпульского замка осуществлялась переправка английских войск в Ирландию.
В середине XVI века Ливерпуль оставался весьма незначительным поселением с пятью сотнями жителей. В XVII веке был медленный прогресс в сфере торговли и роста численности населения. Во время гражданской войны, в 1644 году, замок подвергся восемнадцатидневной осаде.
Значение Ливерпуля как порта на западном побережье стало расти в XVIII веке, с ростом трансатлантической работорговли и экономическим развитием американских колоний. В 1715 году здесь был сооружён первый в Англии открытый портовый док.
К началу XIX века через Ливерпуль проходило около 40 % мирового торгового трафика. В 1831 году открылся Банк Ливерпуля.
На протяжении XIX века Ливерпуль, как и Манчестер, служил флагманом промышленной революции. Ливерпуль испытал первым многие особенности развития, позже ставшие обычными для всех стран и континентов.
В течение 1840-х годов население росло быстрыми темпами, особенно, когда начали прибывать ирландские переселенцы. К 1851 году приблизительно 25 % населения города было ирландского происхождения. В конце XIX и начале XX веков Ливерпуль принимал много иммигрантов из разных стран Европы. Это отразилось в наличии разнообразных религиозных зданий, расположенных по всему городу, многие из которых используются и сегодня.
Ливерпуль получил статус города в 1880 году. Он продолжал динамично развиваться до начала Второй мировой войны.
Ливерпуль также был одним из главных центров судостроения Британской империи. К Ливерпульскому порту был приписан печально известный суперпароход «Титаник» и многие другие трансатлантические лайнеры.
В 1960-х годах Ливерпуль становится одним из популярнейших центров молодёжной культуры. Самым знаменитым культурным феноменом, родившимся здесь, стала группа The Beatles. Местное население говорит на характерном диалекте скауз.

## Достопримечательности
ЮНЕСКО признавала (2004-2021) памятником Всемирного наследия ансамбль административных зданий Ливерпульского порта. Основной костяк зданий был выстроен в начале XX века, в правление короля Эдуарда VII, в порядке стилизации под манеру Кристофера Рена.
В связи с активной застройкой в центре города (по проекту строительства Liverpool Waters) на 36-й сессии Комитета Всемирного наследия ЮНЕСКО было принято решение включить этот памятник в Список объектов Всемирного наследия, находящихся под угрозой уничтожения.
В июле 2021 на 44-й сессии Комитета Всемирного наследия ЮНЕСКО в китайском Фучжоу, тринадцать членов комитета проголосовали за исключение Ливерпуля из списка Всемирного наследия, против — пятеро. Решением большинства голосов объект “Ливерпуль — город мореходов и торговцев” исключён из списка Всемирного наследия в связи с необратимой утратой характеристик, указывающих на выдающуюся ценность. Это третий случай с момента принятия Конвенции об охране всемирного культурного и природного наследия (1972), ранее статус потеряли долина Эльбы близ Дрездена (Германия) и Резерват аравийской антилопы (Оман).
Из прочих памятников Ливерпуля интерес представляют следующие:
- Ливерпульская ратуша (1754—1802, архитектор Джон Вуд)
- Сент-Джорджз-Холл (1841—1854) — грандиозное общественное здание викторианской эпохи в неоклассическом стиле
- Колонна Веллингтона (1861—1865) — воздвигнута в память о победе англичан при Ватерлоо
- Ливерпульский англиканский собор — неоготика, XX век
- Ливерпульский католический собор — модернизм, 1960-е годы
- Суперламбанана — памятник «бананоягнёнку»
- Памятник Нельсону — 1813 год
- Royal Liver Building (1908—1911) — офисное здание в районе Пир-Хэд[англ.]. Имеет первый, высший, класс (исключительный интерес) в британском списке зданий архитектурного или исторического интереса (Listed building). Является частью квартала Ливерпульский порт, внесённого ЮНЕСКО в список Всемирного наследия. Самое высокое здание Европы с 1911 по 1932 год[11], самое высокое здание Великобритании с 1911 по 1961 год, самое высокое здание города[англ.] с 1911 по 1965 год. Одно из первых высотных зданий в мире, построенных из железобетона.

В Ливерпуле можно посетить несколько музеев:
- Музей Ливерпуля (англ. Liverpool Museum)
- Ливерпульский филиал галереи Тейт
- Музей истории мира (World museum)
- Галерея искусств Уокера (Walker art gallery)
- Музей рабства (International slavery museum)
- Музей ливерпульского быта (англ. Museum of Liverpool Life)
- Музей The Beatles
- Морской музей (Maritime museum)

Фотогалерея
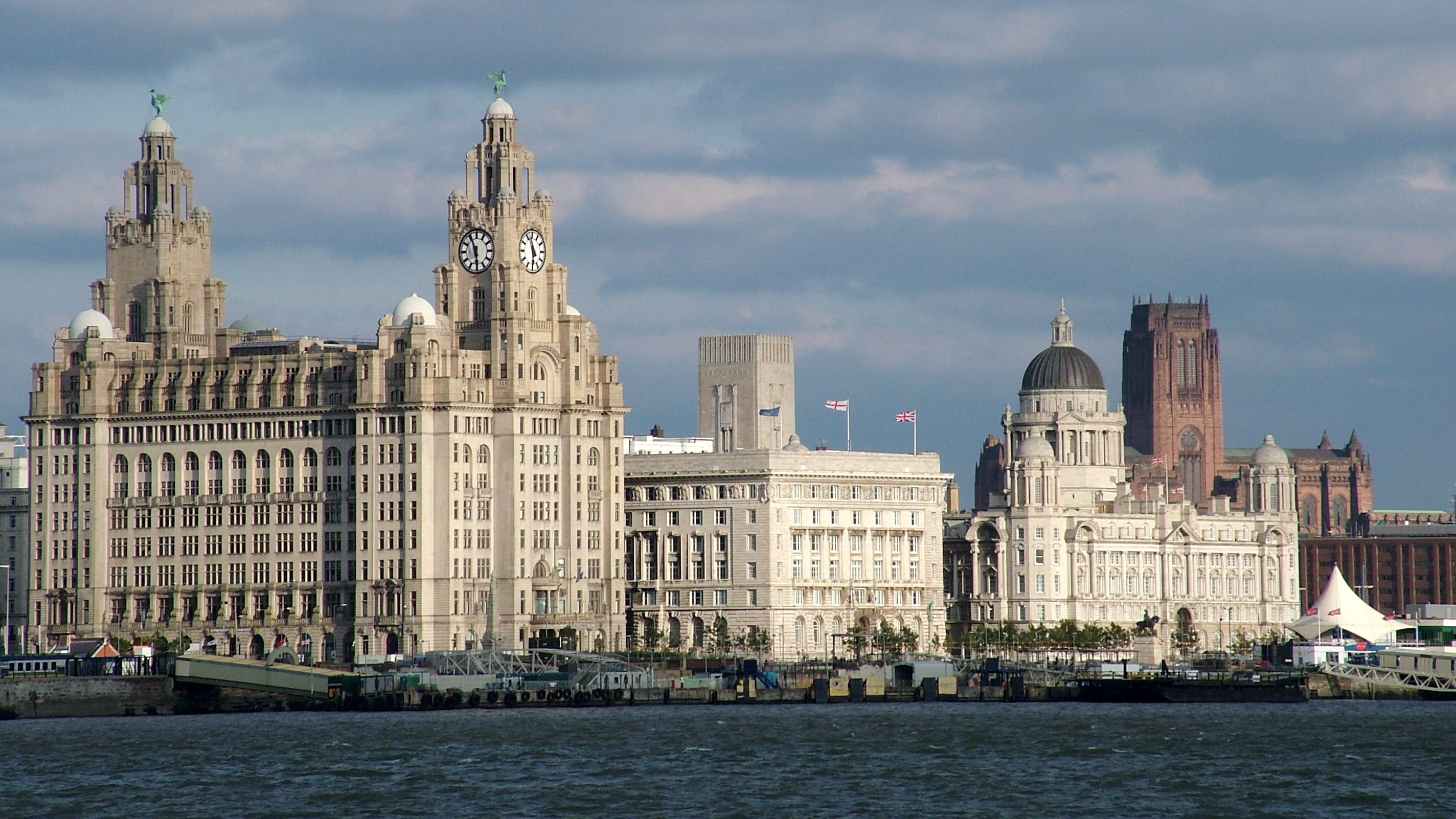
Административные здания Ливерпульского порта
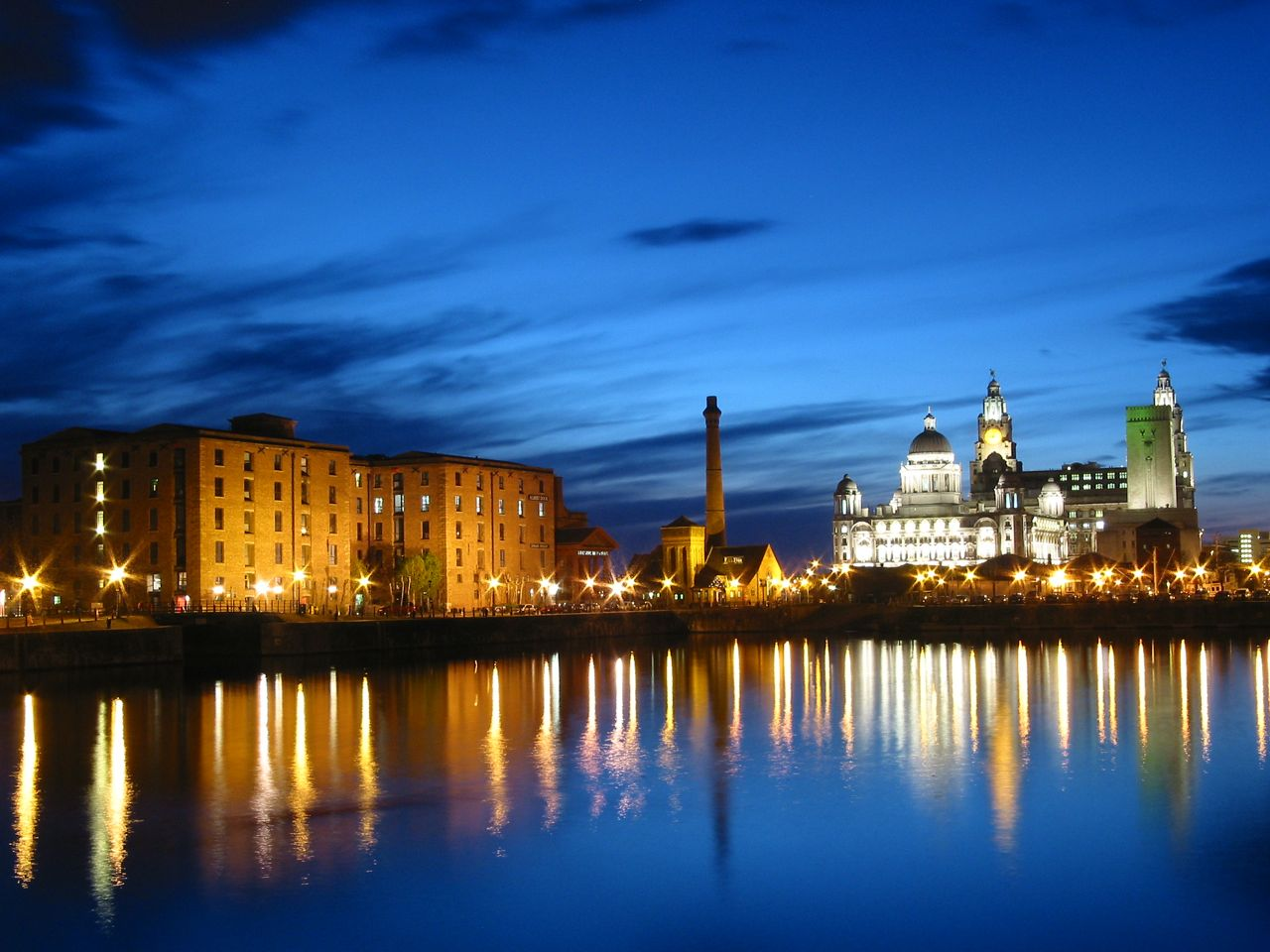
Альберт-док
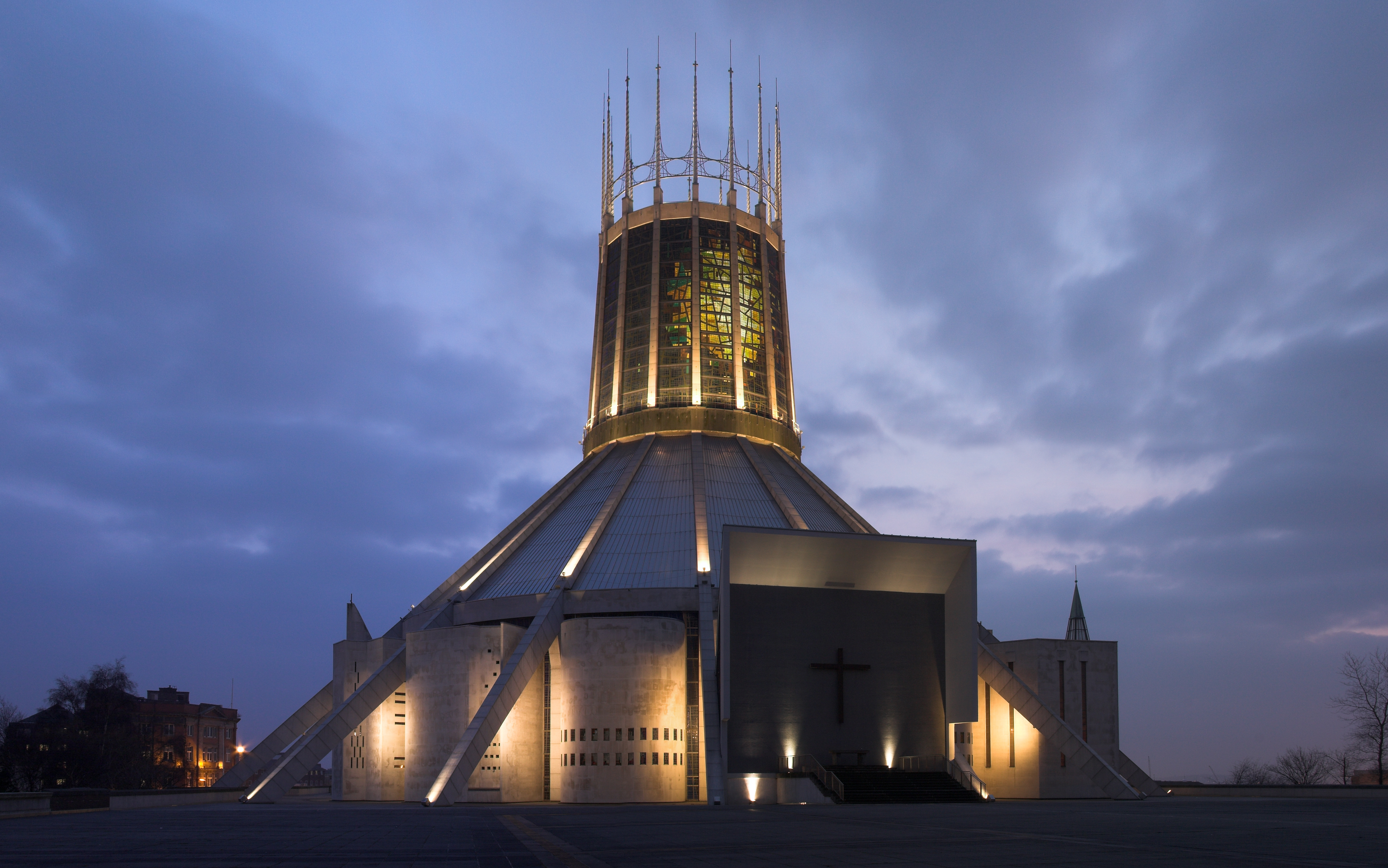
Ливерпульский католический собор

## Экономика

### Транспорт

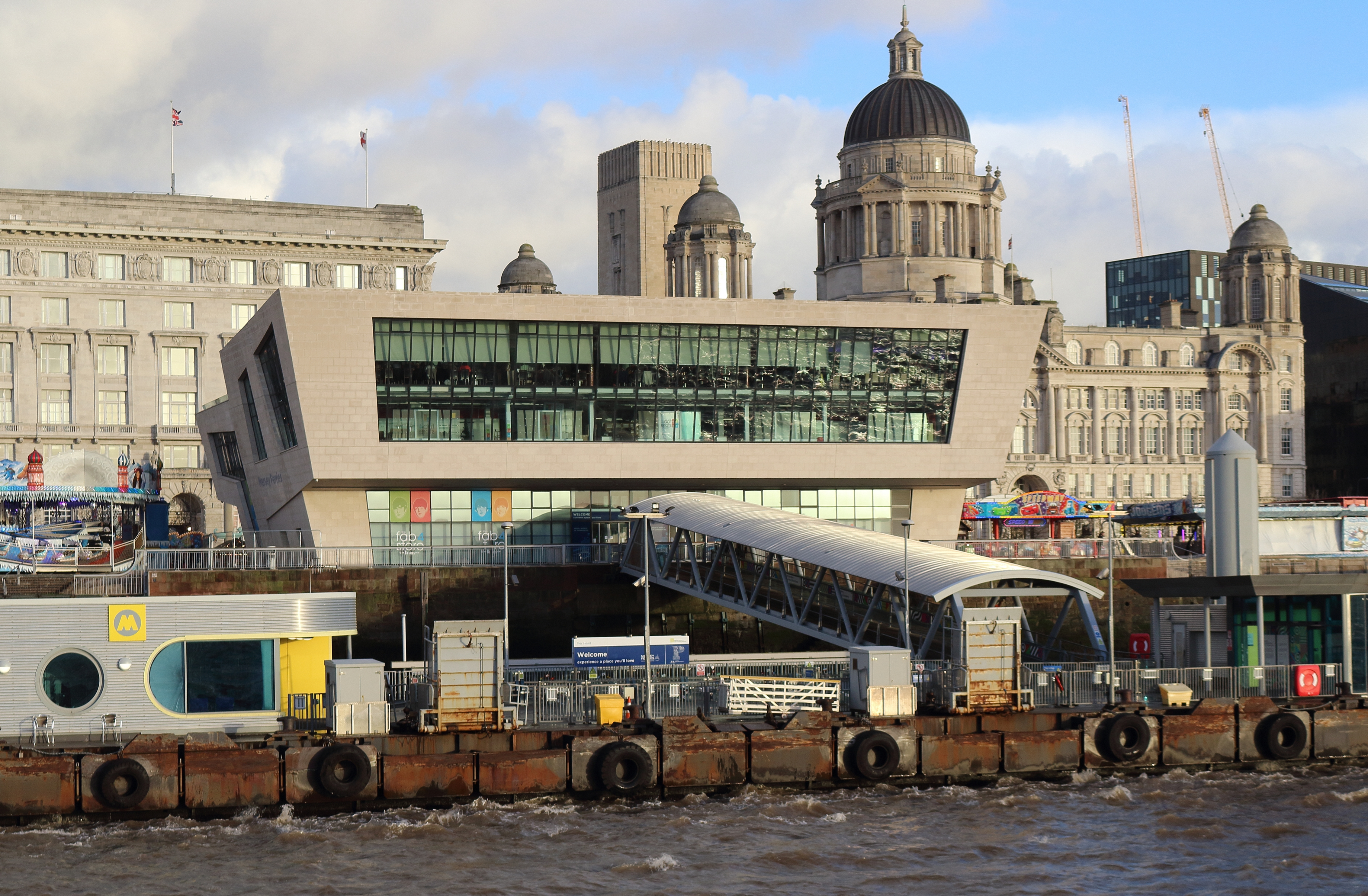

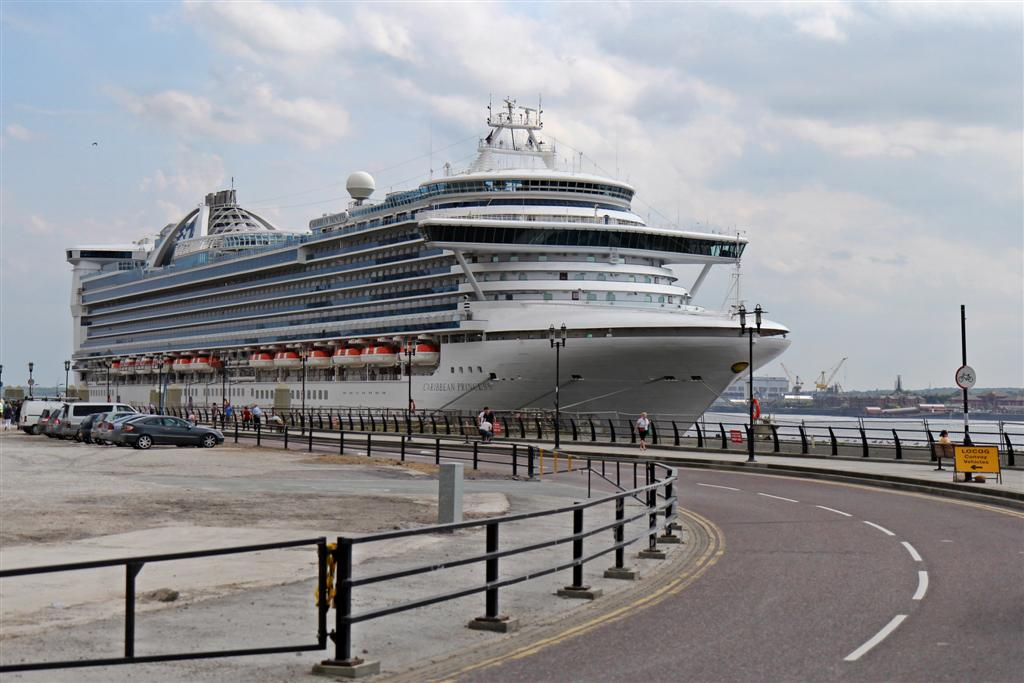

Основными транспортными узлами являются аэропорт, железнодорожный вокзал и порт.
Аэропорт имени Джона Леннона находится в 12 км к юго-востоку от центра города. Пассажирооборот в 2007 году составил почти 5,5 млн человек. Связан с Ливерпулем и другими городами автобусным сообщением. Также недалеко от аэропорта есть железнодорожная станция Ливерпуль Саус Парквэй, до которой также можно добраться автобусом.
С Манчестером Ливерпуль связывает железная дорога Ливерпуль — Манчестер — одна из первых в Европе. Первый железнодорожный вокзал Liverpool Lime Street открылся ещё в августе 1836 года. Пассажирооборот в 2005/2006 году составил более 14,5 млн человек.
Ливерпульский порт является также очень важным транспортным узлом города. В 2004 году его услугами воспользовались более 700 тыс. человек, было перевезено более 616 тыс. контейнеров и 32 млн тонн груза. За год Ливерпульский порт пропускает около 15000 кораблей.
В городе широко развито автобусное сообщение. Очень широко распространено такси.
В Ливерпуле действует система пригородно-городского метрополитена Merseyrail.

## Спорт
В Ливерпуле базируются две известные профессиональные футбольные команды, выступающие в английской Премьер-лиге:
- «Эвертон» — основан в 1878 году, базируется на стадионе «Гудисон Парк», вмещающем 40 157 человек.
- «Ливерпуль» — основан в 1892 году, базируется на стадионе «Энфилд», вмещающем 61 276 человека;

Футбольные клубы из Ливерпуля суммарно становились чемпионами Англии 28 раз. Больше чемпионств только на счету клубов из Манчестера (30).
Из баскетбольных команд сильнейшей является «Мерси Тайгерз» (создана в 2007 году).
Недалеко от города расположена трасса Эйнтри, на которой проводятся скачки.
Также в городе существует несколько регбийных команд.

## Культура
В Ливерпуле была образована группа The Beatles. 
Ливерпуль принял музыкальный конкурс «Евровидение-2023».  

## Города-побратимы
- Бирмингем, Алабама, США (2015);
- Кёльн, Германия (1952);
- Дублин, Ирландия (1997);
- Шанхай, Китай (1999);
- Рио-де-Жанейро, Бразилия (2003);
- Медан, Индонезия;
- Пенанг, Малайзия.

Также у Ливерпуля есть связи и с другими городами:
- Живанши-ле-ла-Басе, Франция;
- Галифакс, Канада;
- Гавана, Куба;
- Ла-Плата, Аргентина;
- Мемфис, США;
- Минамитане, Япония;
- Неаполь, Италия;
- Новый Орлеан, США;
- Одесса, Украина;
- Понсакко, Италия;
- Рымнику-Вылча, Румыния;
- Вальпараисо, Чили.